# Frances V. Rummell
Frances V. Rummell (Brookfield, Missouri, c. 1907 - Los Angeles, Califòrnia, 1969) va ser una professora i columnista estatunidenca coneguda pòstumament com a autora i editora de la primera autobiografia explícita lèsbica als Estats Units.

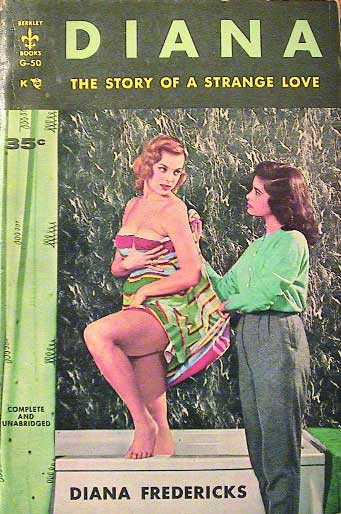
1939 Autobiografia escrita per Rummell (sota el pseudònim de Diana Fredericks)

Rummell va cursar estudis a la Universitat de Missouri. La seva tesi magistral va ser "L'estatus de les dones a les obres de teatre de Molière ". Rummell va estudiar després a la Sorbona i va ser professora de francès al Stephens College als anys trenta. Mentre treballava com a professora, Rummell va conèixer Eleanor Roosevelt l'estiu de 1939 a la ciutat de Nova York. Roosevelt va escriure la seva trobada a la columna "El meu dia".
El 1939, va publicar una autobiografia sota el títol Diana: Una estranya autobiografia, amb el pseudònim de Diana Fredericks. Va ser una autobiografia lèsbica en què dues dones tenen una relació sentimental feliç. Aquesta autobiografia es va publicar amb una nota que deia: "Els editors desitgen que s'entengui expressament que es tracta d'una història real, la primera d'aquest tipus que mai s'ha ofert per la lectura del públic general". La neboda de Rummell, Jo Markwyn, entrevistada en un documental del 2010, va revelar per primera vegada la seva autoria del llibre, va dir que no creia que fos purament autobiogràfica: "Els antecedents familiars generals són similars, però tot i que deia tenir tres germans, ella tenia dos germans i una germana petita. .. No crec que sigui una autobiografia. Crec que és una novel·la basada en la seva vida. "
Rummell després va treballar com a escriptora de no-ficció amb el seu propi nom, es va traslladar a Beverly Hills (Califòrnia). Va ser col·laboradora de The Rotarian, Good Housekeeping i The Saturday Evening Post. Segons una biografia de l'autor a The Rotarian, va abandonar la docència el 1940. Més tard va escriure una novel·la il·lustrada, la Aunt Jane McPhipps And Her Baby Blue Chips i va morir a Califòrnia el 1969.